# Egis
Egis is een Franse, multinationale bouwonderneming die instaat voor de infrastructuur van vliegvelden en waterleidingen, en milieuprojecten realiseert. Het bedrijf, dat ook optreedt als advies- en ingenieursbureau, is ontstaan door de fusie, sedert 2007, van onder meer Scetauroute, Semaly, BCEOM, Isis en Iosis. Het concern is voor 40% de Tikehau Capital, 34% eigendom van de Caisse des dépôts et consignations, een Franse financiële overheidsinstelling, en voor 25% in handen van managers en werknemers, via een gemeenschappelijk fonds.

## Egis Airport Operation
De exploitatie van de Vlaamse regionale luchthavens van Antwerpen en Oostende-Brugge is in handen van een Luchthavenexploitatiemaatschappij (LEM), die van 2014 tot 2039 voor 100% eigendom is van Egis Airport Operation, een dochteronderneming in de Egis Group.